# Castenaso
Castenaso là một thị xã ở tỉnh Bologna, Emilia-Romagna, Italia. Vị trí địa lý của thị xã này là 44°31′0″B 11°28′0″Đ / 44,51667°B 11,46667°Đ, cự ly 12 km so với tỉnh lỵ Bologna.
Các đô thị giáp ranh: Bologna, Budrio, Granarolo dell'Emilia, Ozzano dell'Emilia, San Lazzaro di Savena.
Các đơn vị trực thuộc: Fiesso, Madonna, Marano, Veduro, Villanova.
Theo điều tra dân số năm 2001, đô thị này có 13.607 dân, tăng 1,27% so với năm 2000, mật độ dân số là 381,15 người/km2, tổng cộng có 5.377 gia đình, quy mô 2,53 người/1 gia đình.